# San Francisco Chronicle
San Francisco Chronicle är en amerikansk morgontidning, den största i norra Kalifornien och den tolfte största i USA. Dess huvudsakliga område är San Francisco Bay Area. 
Tidningen grundades 1865 under namnet The Daily Dramatic Chronicle av tonårsbröderna Charles de Young och Michael H. de Young. Mellan andra världskriget och 1971 var Scott Newhall redaktör för tidningen och under den tiden gick den om San Francisco Examiner till att bli stadens största tidning. Kända journalister under den tiden var Pierre Salinger, och Paul Avery. Avery skrev om seriemördaren Zodiac Killer, som också skrev brev till tidningen och hotbrev till Avery. En av tidningens mest kända kolumnister var Herb Caen som började skriva för tidningen 1938.
de Young-familjen ägde tidningen till år 2000 då den såldes till Hearst Communications. 

## Nätupplaga
1994 lanserade tidningen sin nätupplaga, SFGate.com. Under 2000-talet har tidningens upplaga minskat och personalen har skurits ner. 2009 uppgav en representant för Hearst att tidningen gått med förlust sedan 2001 och att dess framtid var hotad.